# Forteresse de Le Castella
La forteresse de Le Castella est une forteresse dont les ruines sont situées sur une petite péninsule faisant saillie dans la mer Ionienne dans le hameau de Le Castella de la municipalité d'Isola di Capo Rizzuto dans la région italienne de Calabre. Ses origines remontent probablement à la période de la Grande-Grèce,.

## Histoire

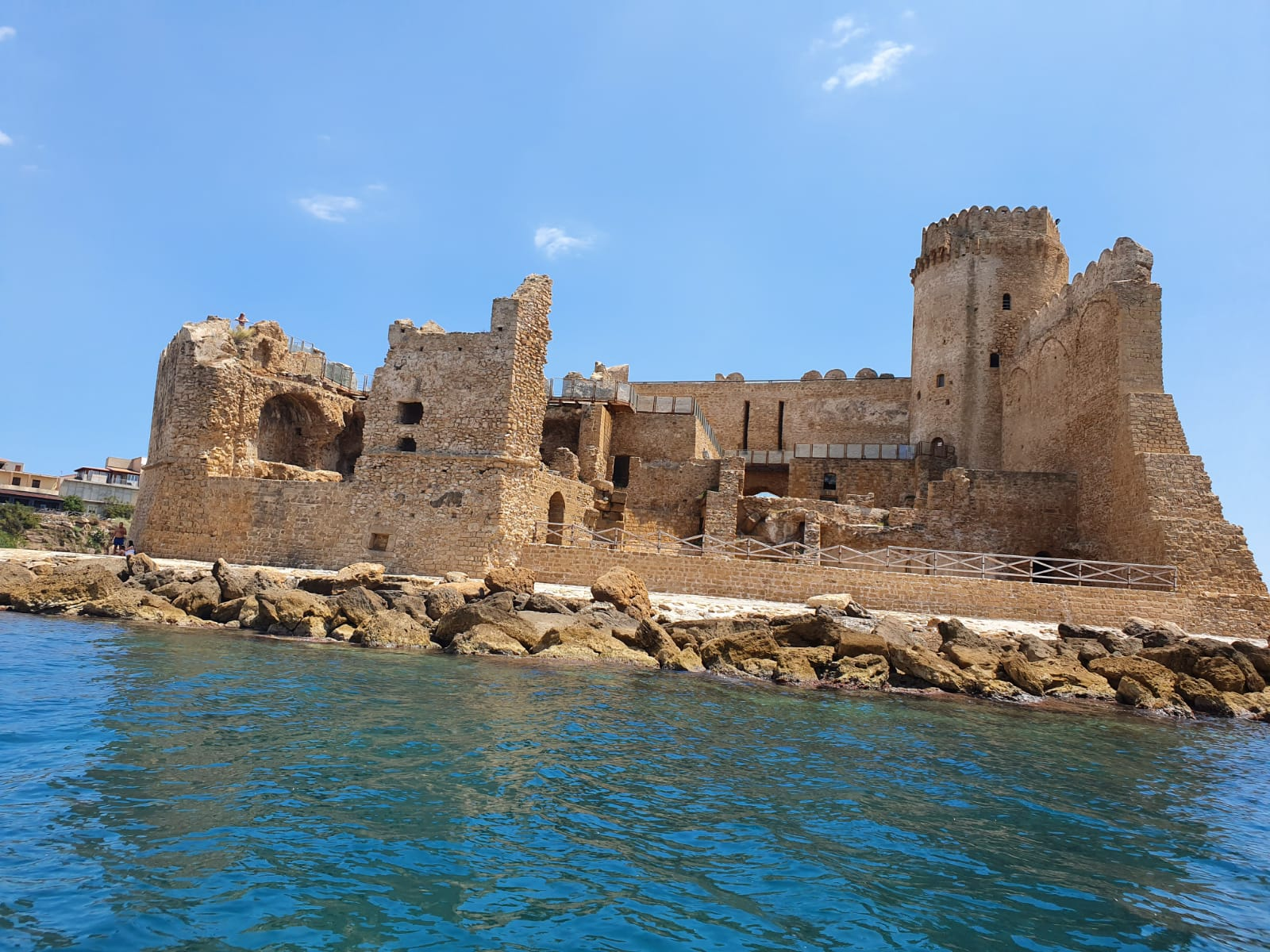
La forteresse du côté mer.

Une tempête dans les années 1970 a mis au jour, sous les fondations de la forteresse, à l'arrière du flanc est, un grand mur d'environ 40 m de long dont la technique de construction, avec des blocs de calcaire et de petits carrés de pierre disposés en damier, ressemble beaucoup à celle de d'une muraille hellénistique à Élée (parc national du Cilento et du Val de Diano) : Leur datation varie entre la seconde moitié du IVe et IIIe siècles av. J.-C. Cela suggère un ancien mur de brise-lames ou quelque chose restant d'un phrourion (it) crotonien, un avant-poste militaire et une escale naturelle pour les navires. La forteresse n'était pas une résidence de nobles ou de seigneurs féodaux, elle ne peut donc pas être considérée comme un château, mais plutôt comme une forteresse ; un château était construit dans une zone à l'intérieur de la colonie et était la résidence des seigneurs d'un fief. Dans la forteresse, en plus du mur d'enceinte avec le donjon et les diverses installations militaires, il y avait aussi des édifices civils et religieux, avec, à l'intérieur, une colonie qui abritait non seulement les soldats de la garnison, mais aussi ceux qui étaient du quartier habité ; il est rapporté que depuis au moins la seconde moitié du XVIIe jusqu'au début du XVIIIe siècle, la colonie était située à l'intérieur des murs d'enceinte de la forteresse et que les contreforts étaient davantage utilisés pour l'agriculture et l'élevage. La forteresse a été reconstruite à plusieurs reprises au cours des siècles, en fonction des dirigeants respectifs et des besoins défensifs ; les différentes parties du complexe ont été construites à des époques différentes.
La forteresse est devenu un musée majeur sous l'administration de la Direzione Regionale Musei del MiC.

## Galerie

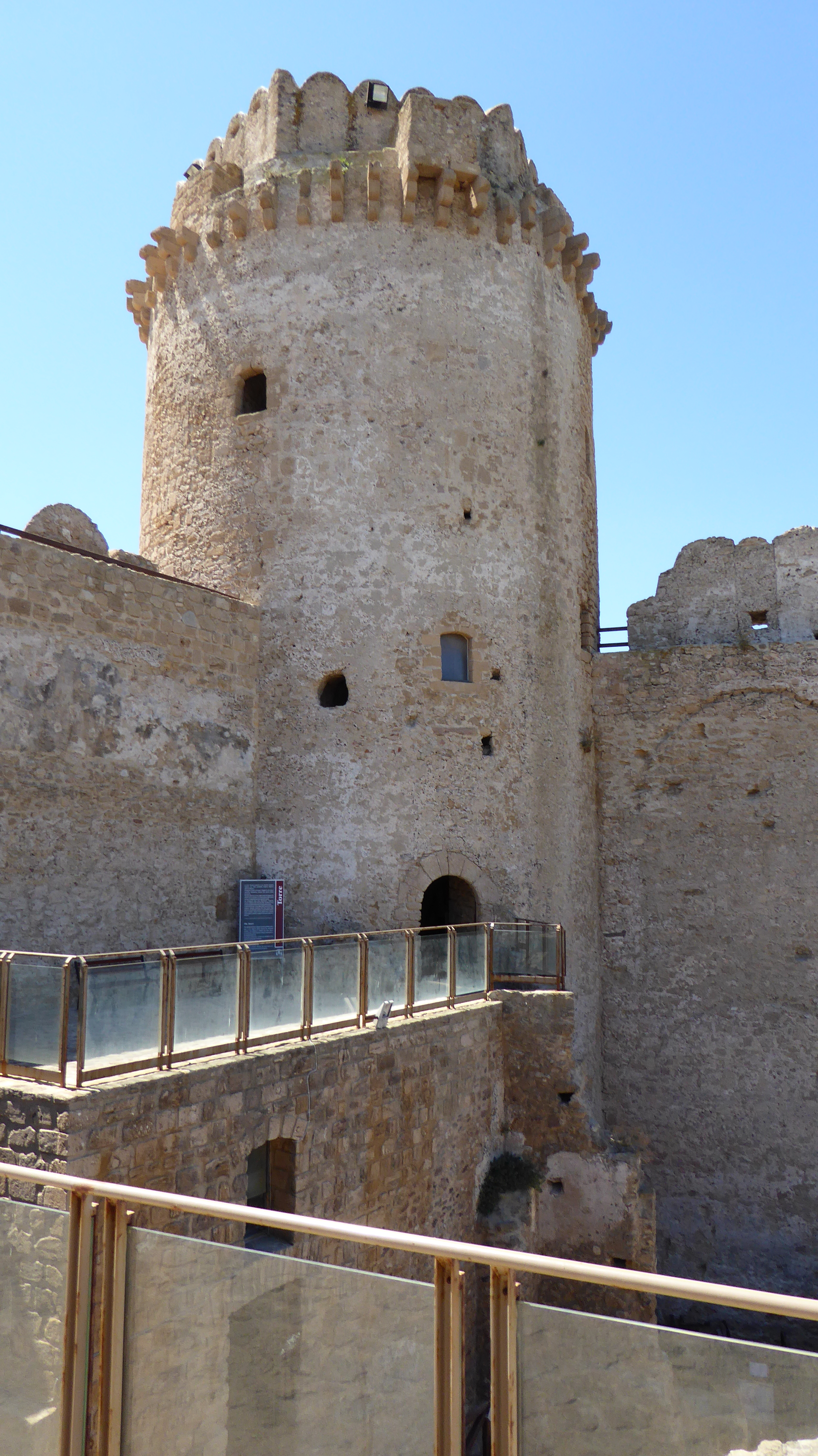
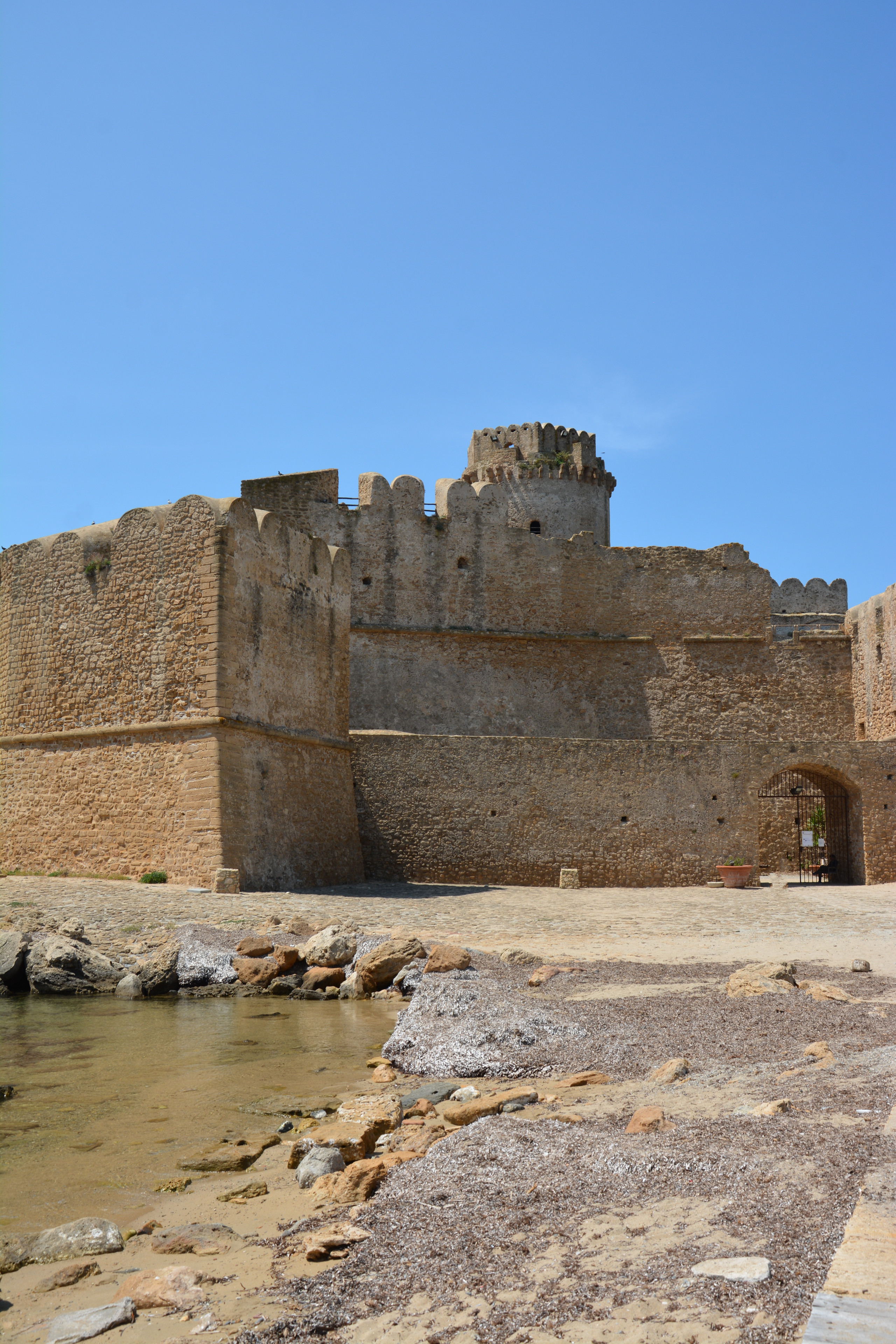
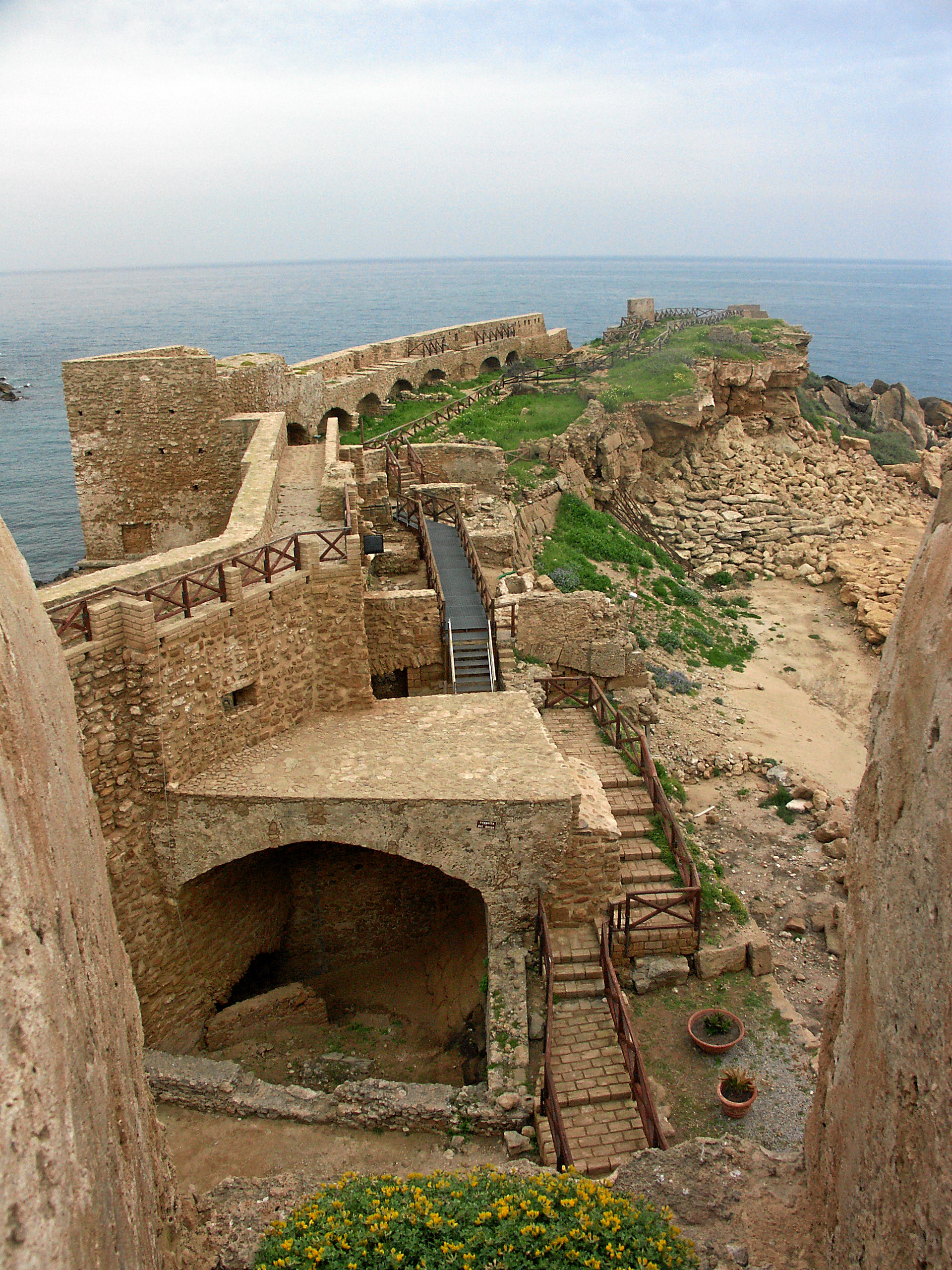
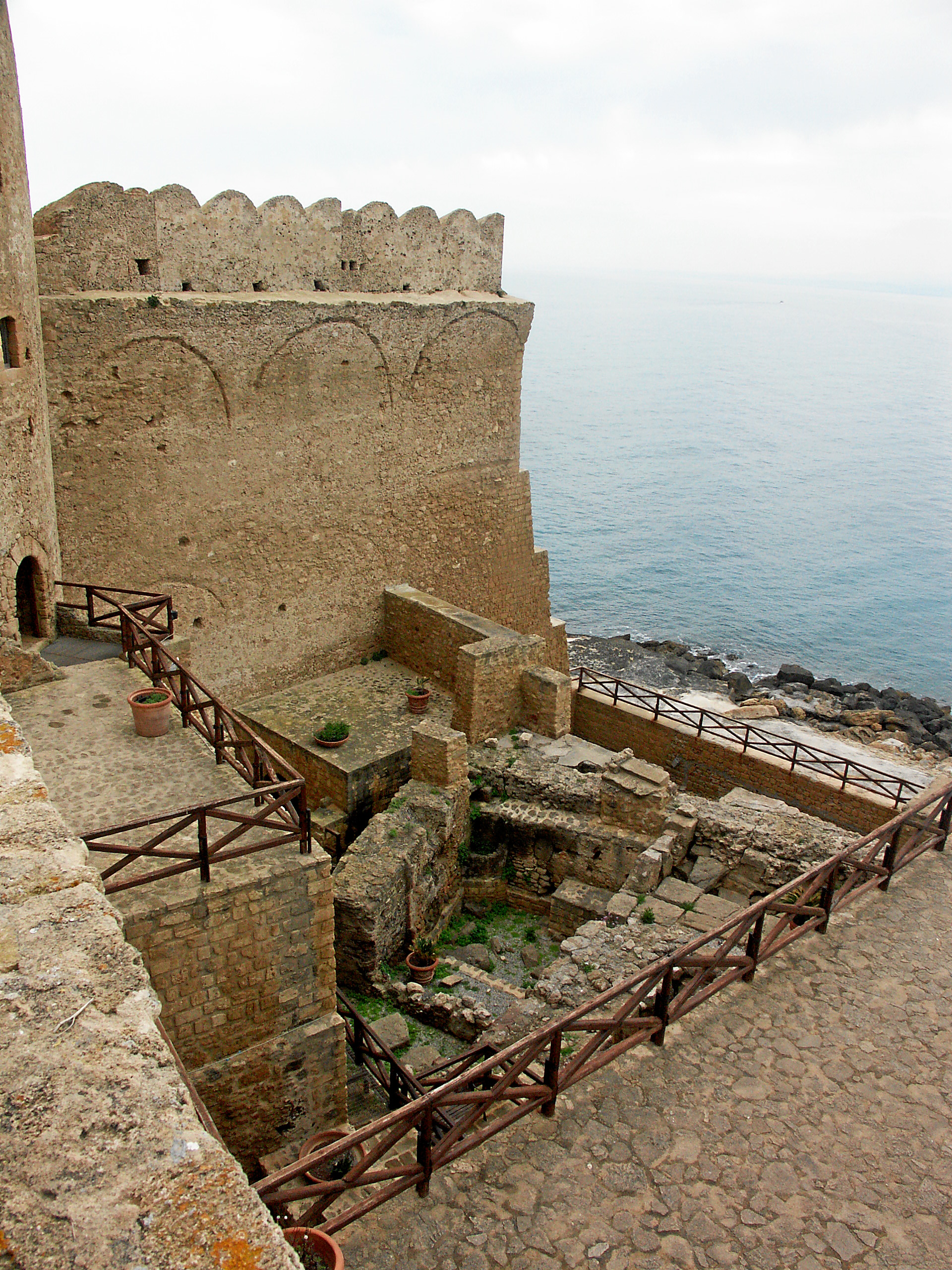